# Skiadas
Skiadas (greacă Σκιαδάς) este un oraș în Grecia în regiunea Preveza.